# Kazys-Boruta-Gymnasium Liudvinavas

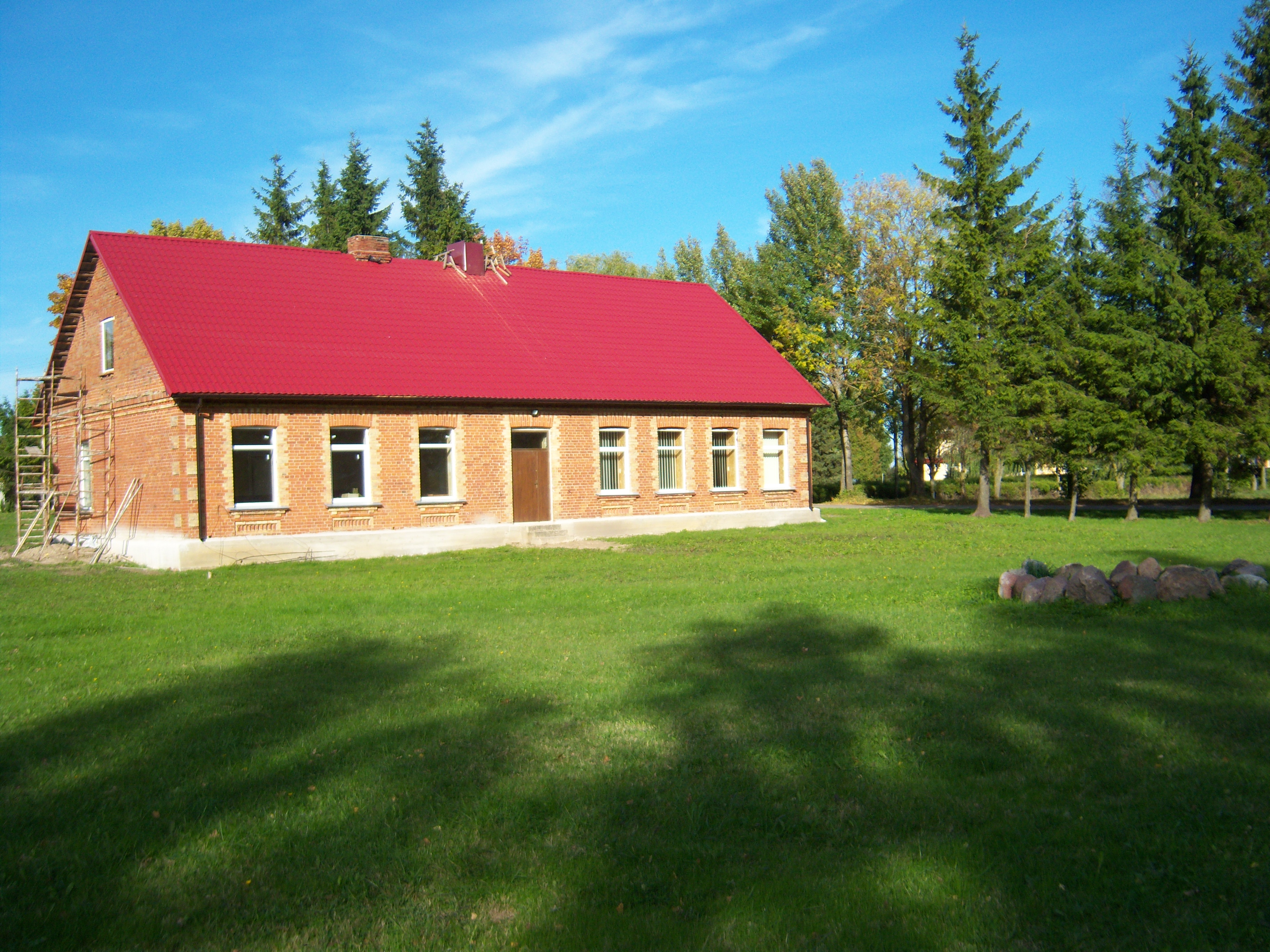
Abteilung Valavičiai

Das Kazys-Boruta-Gymnasium Liudvinavas (lit. Liudvinavo Kazio Borutos gimnazija) ist ein staatliches Gymnasium im litauischen südwestlichen Städtchen Liudvinavas, Region Suvalkija. Es hat zwei Filialen und eine Abteilung für Vorschulbildung (2 Kindergruppen, eine jüngere und eine ältere). Zu den Fremdsprachen gehören Englisch, Deutsch und Russisch.

## Geschichte
Im Jahr 1781 gab es in Liudvinavas eine Grundschule mit 20 Schülern. Ende des 19. Jahrhunderts wurde ein neues Gebäude für die Schule gebaut. 1902 lernten etwa 200 Schüler. Im Jahr 1913 wurde ein Schulgebäude aus Backstein fertiggestellt. Im Jahr 1914 wurde die Schule von der deutschen Okkupationsregierung der Wehrmacht geschlossen. Im Jahr 1915 brannte die Schule ab.  1923 wurde das abgebrannte Gebäude wiederaufgebaut.
1937/1938 wurde  eine neue 5. Klasse eingeführt (nachdem es zuvor nur vier Klassen gab) und 1939 folgte die Einführung der 6. Klasse.
Ab 1944 gab es ein Progymnasium Liudvinavas. Am 28. Februar 1995 wurde das Schulmuseum gegründet. Im Schuljahr 1949/1950 wurde es in eine siebenjährige Schule (mit 7 Klassen) umgestaltet. Im Schuljahr 1951/1952 wurde eine achte Klasse eröffnet. Ab 1954/1955 war sie eine vollständige Sekundarschule mit dem Abitur. Im Frühjahr 1989 wurde die Schule nach dem Schriftsteller Kazys Boruta (1905–1965) benannt.
2010 wurde die Hauptschule Valavičiai und zu der Filiale der Sekundarschule. Im Februar 2015 wurde die Schule festlich in ein Gymnasium umgewandelt, mit 223 Schülern und 42 Lehrern (von denen 14 waren Absolventen der Schule, weitere 13 Personen waren Mitarbeiter im Haushalt der Schule).  Das Gymnasium unterrichtet etwa  20 Schüler mit besonderen pädagogischen Bedürfnissen (5 in einem individualisierten Programm und 15 in einem angepassten Programm).

## Filialen
- Abteilung Liucinavas
- Abteilung Valavičiai

## Schüler
- Jonas Staugaitis (1868–1952), Politiker, Parlamentspräsident
- Jonas Kriščiūnas (1888–1973), Agronom und Politiker
- Petras Klimas (1891–1969), Jurist und Politiker, Diplomat
- Kazys Boruta (1905–1965), Schriftsteller, Dichter und politischer Aktivist
- Algimantas Matulevičius (1948–2024), Politiker, Mitglied des Seimas
- Vydas Baravykas (* 1950), Politiker, Bürgermeister der Rajongemeinde Alytus
- Petras Vaitiekūnas (* 1953), Diplomat und Politiker, Außenminister, Botschafter, Abgeordneter des Obersten Rates Litauens